# Cuieșd, Mureș
Cuieșd este un sat în comuna Pănet din județul Mureș, Transilvania, România.

## Istoric
Pe Harta Iosefină a Transilvaniei din 1769-1773 (Sectio 127), localitatea apare sub numele de „Mező Kövesd”.

## Monumente istorice
- Biserica reformată din Cuieșd

## Imagini

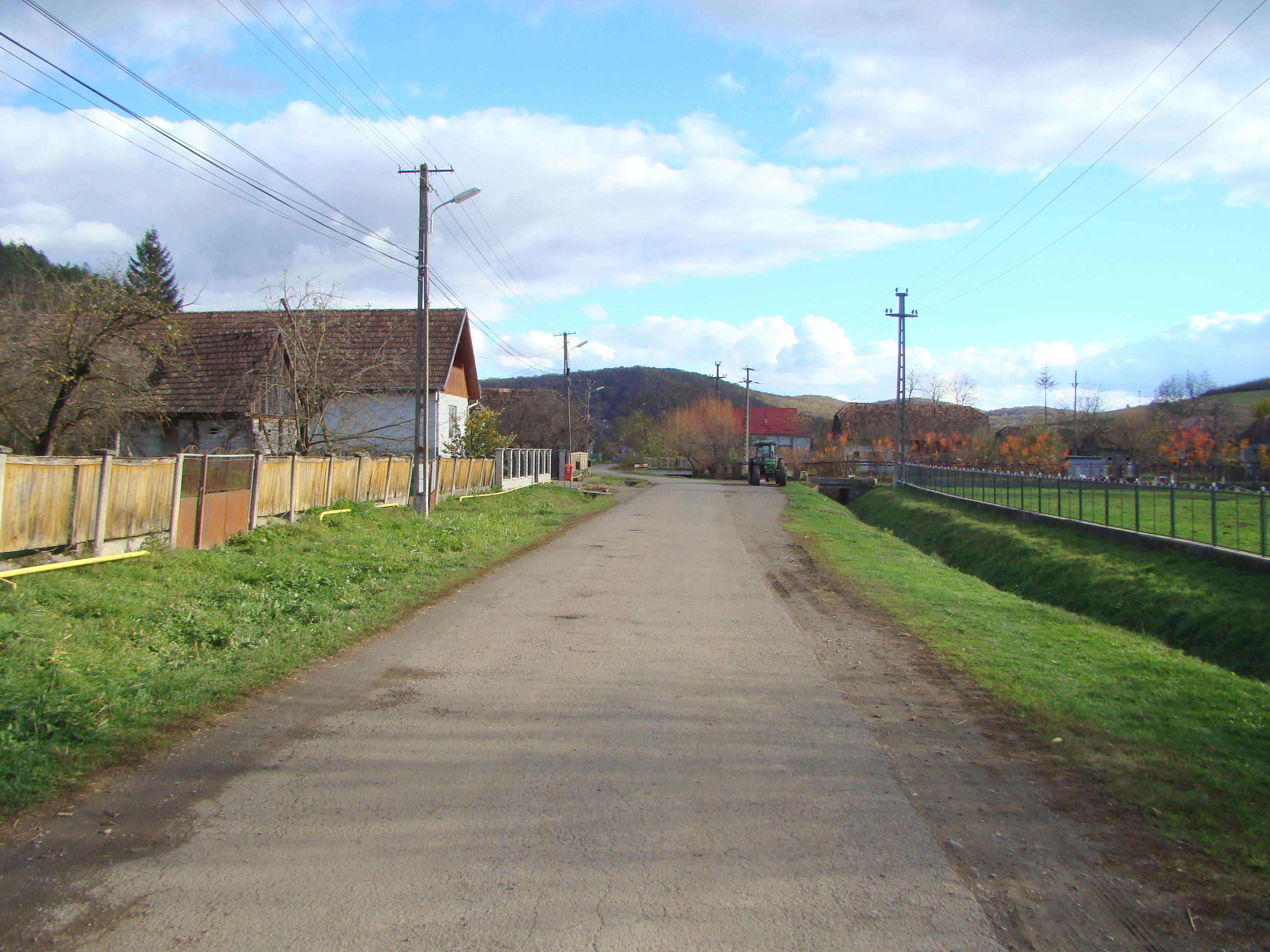
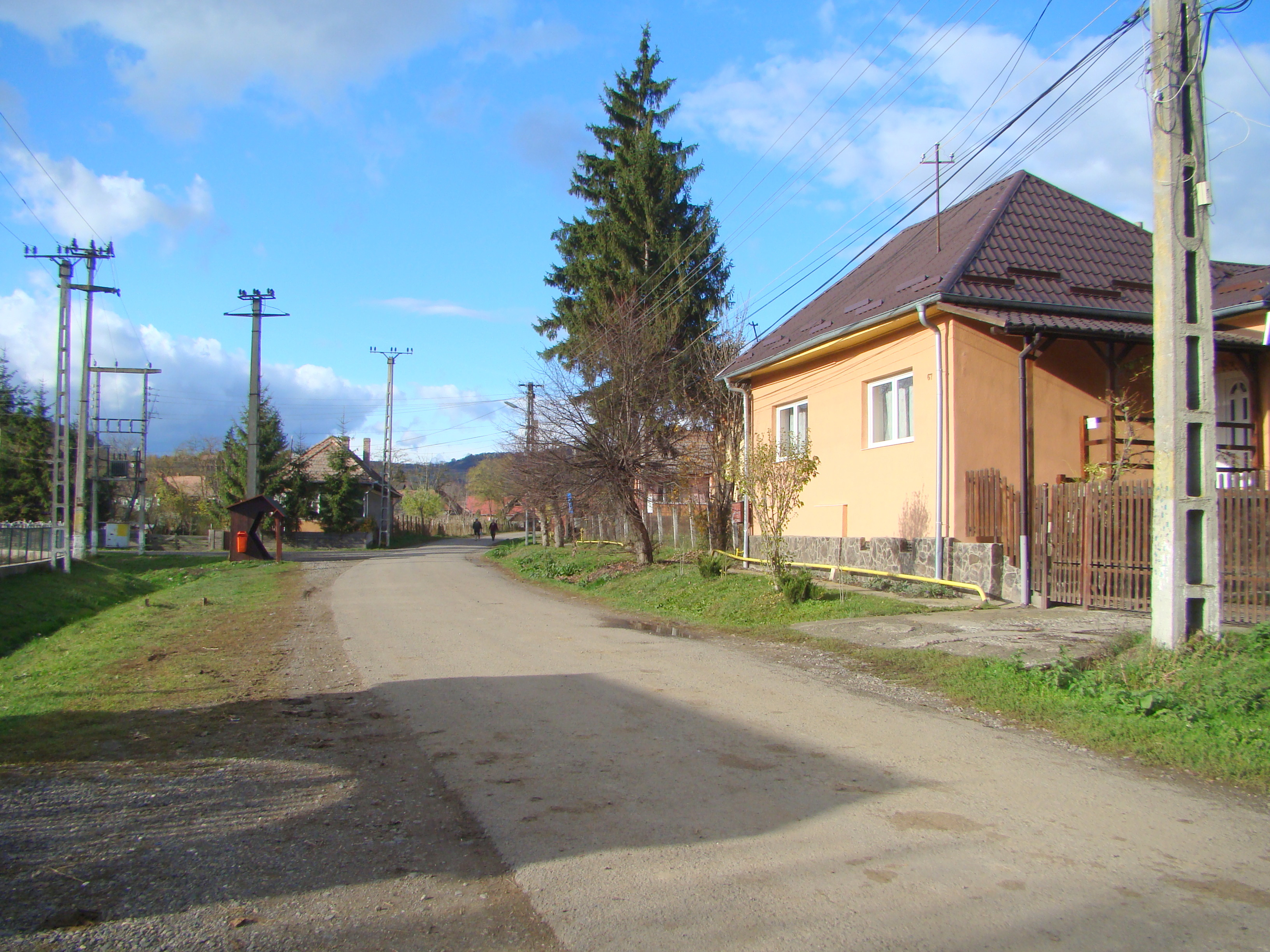
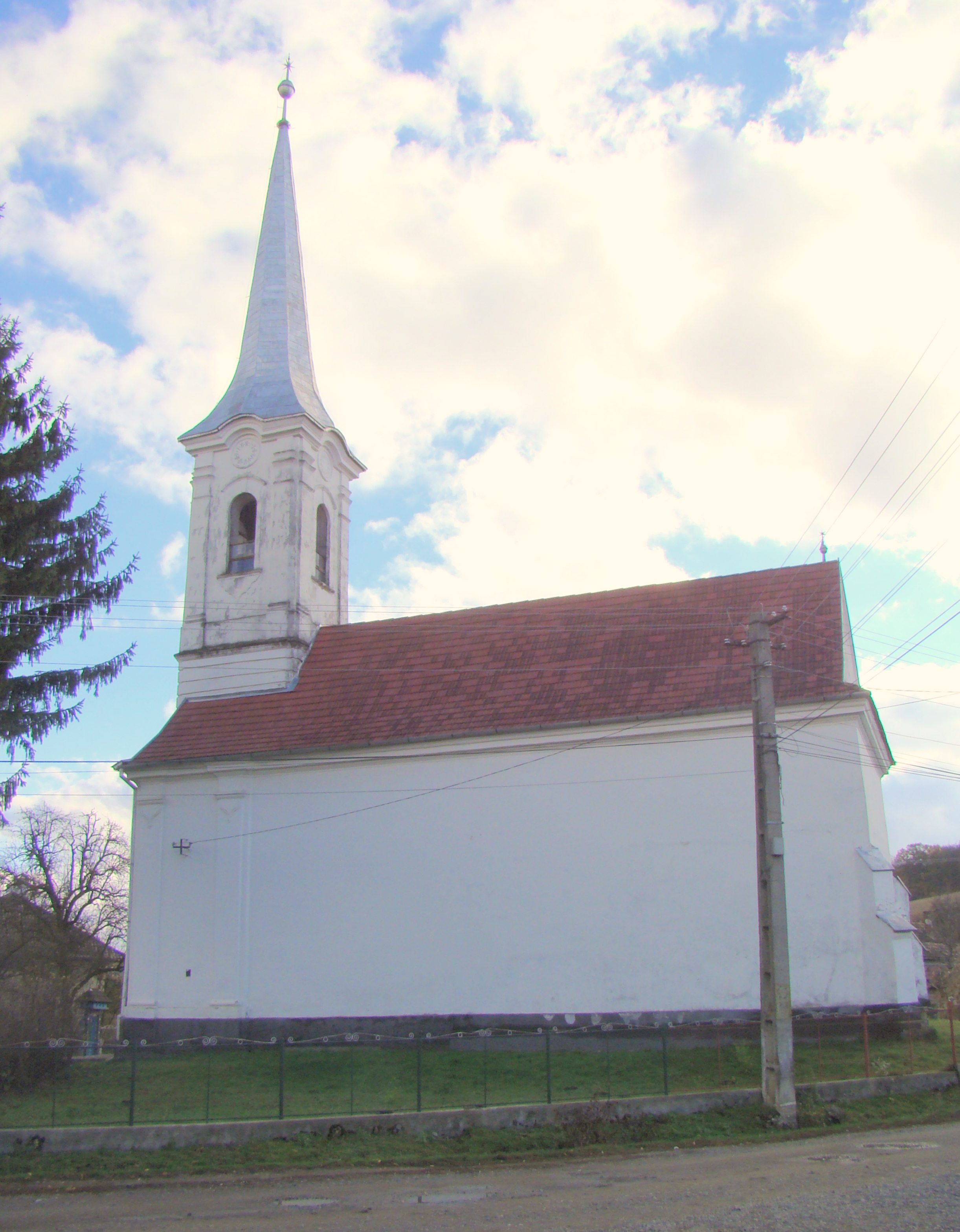
Biserica reformată (secolul XVII)
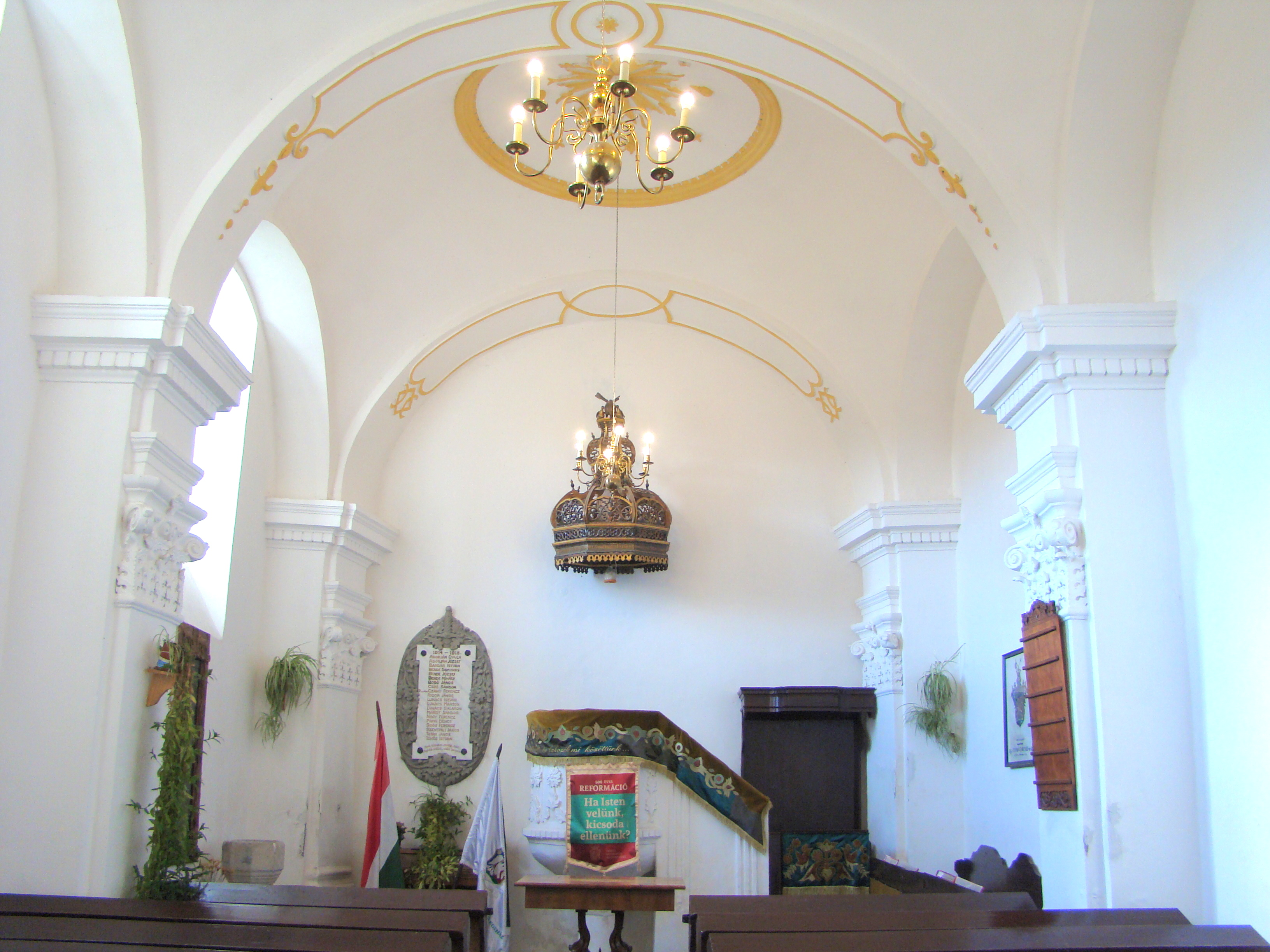
Biserica reformată (monument istoric)
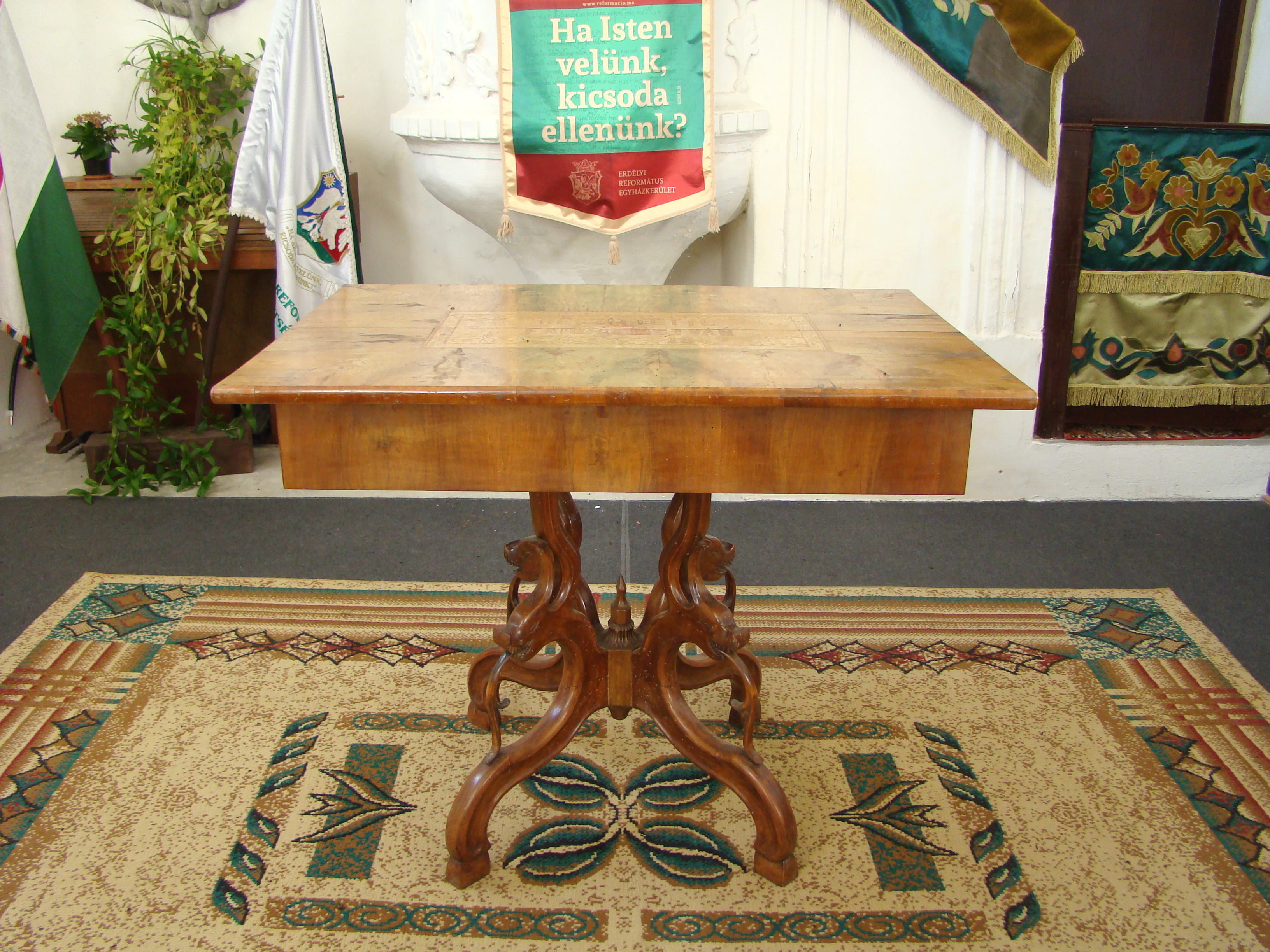
Masa Domnului
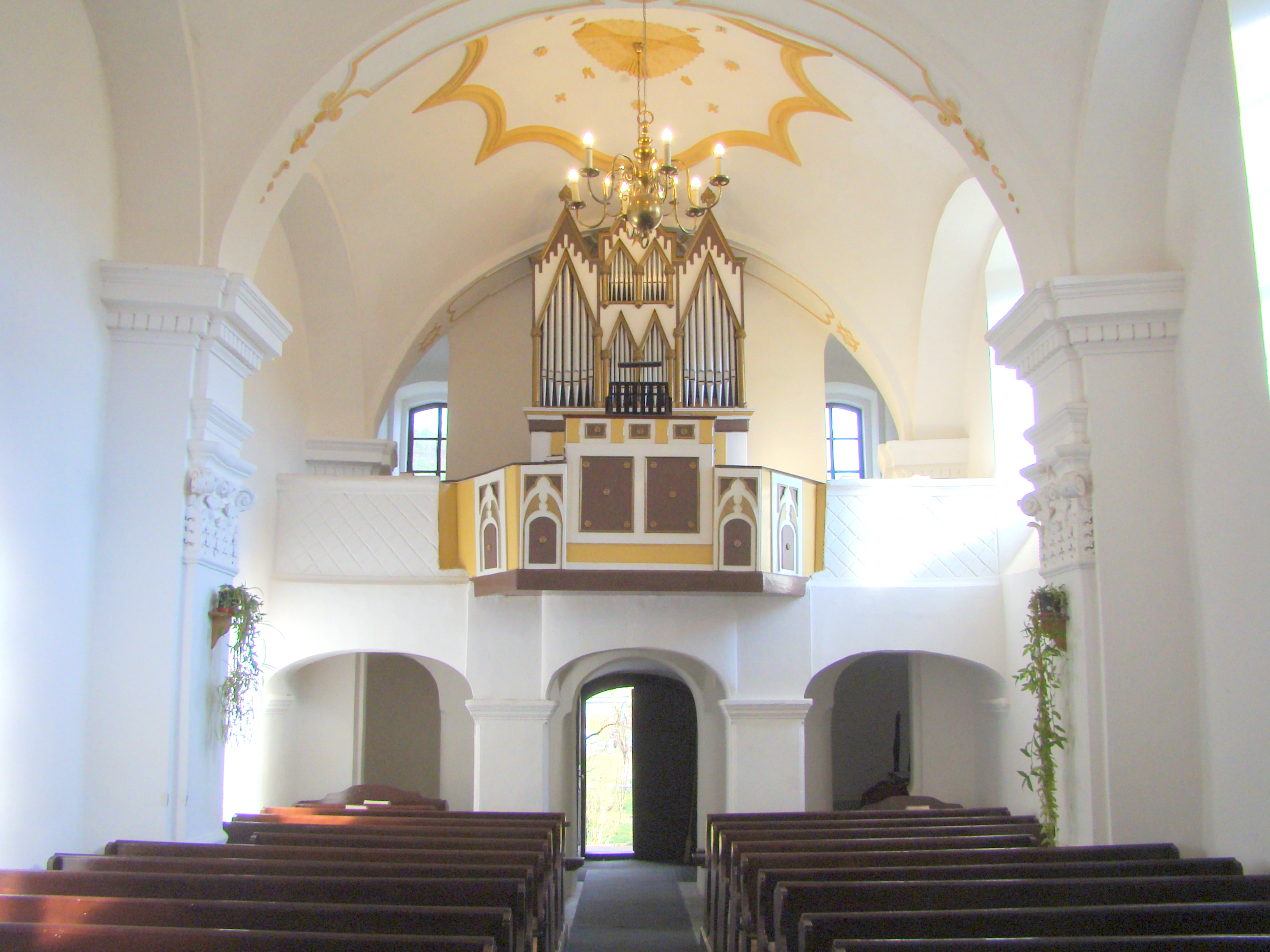
Orga bisericii reformate
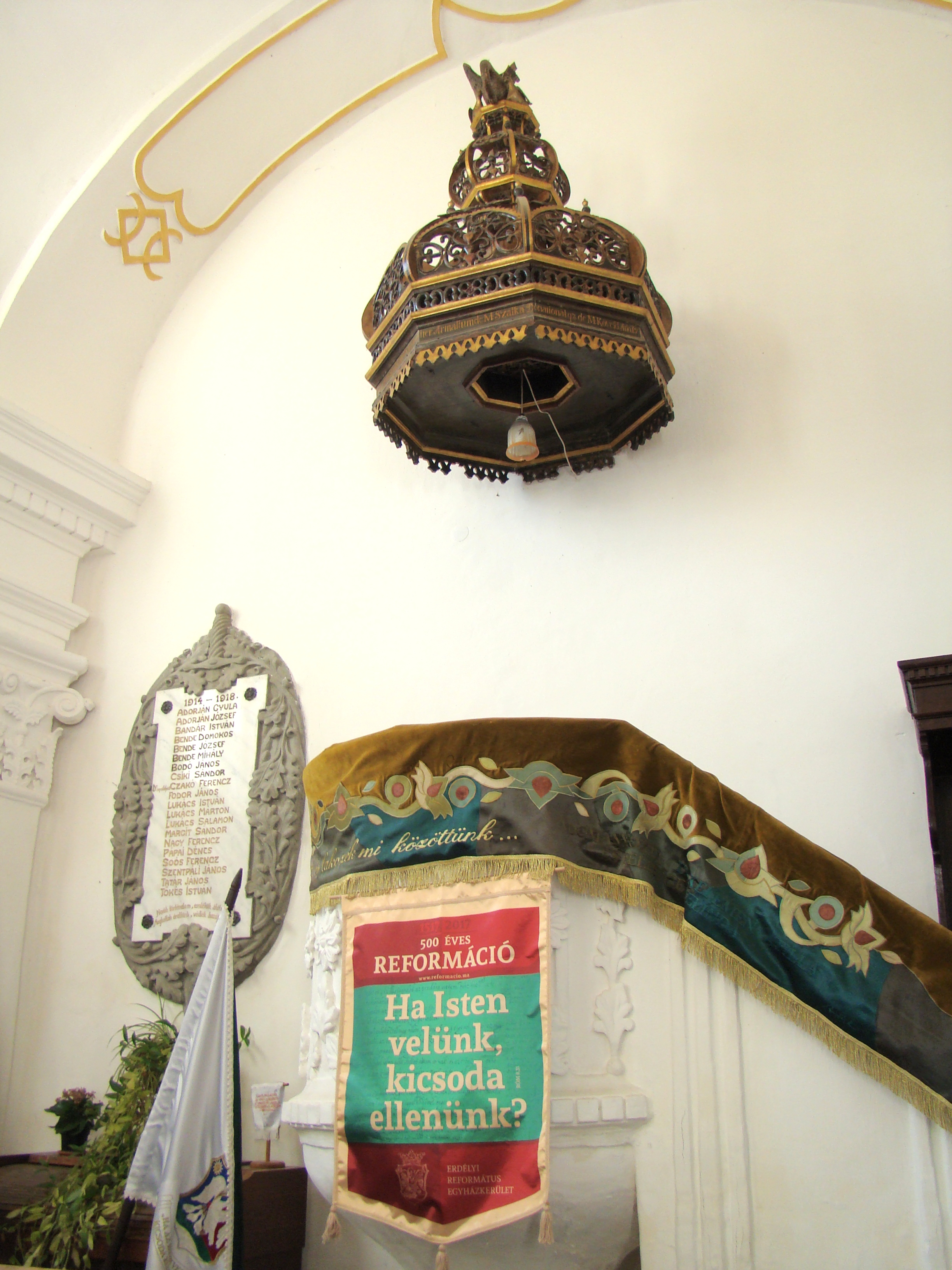
Amvonul
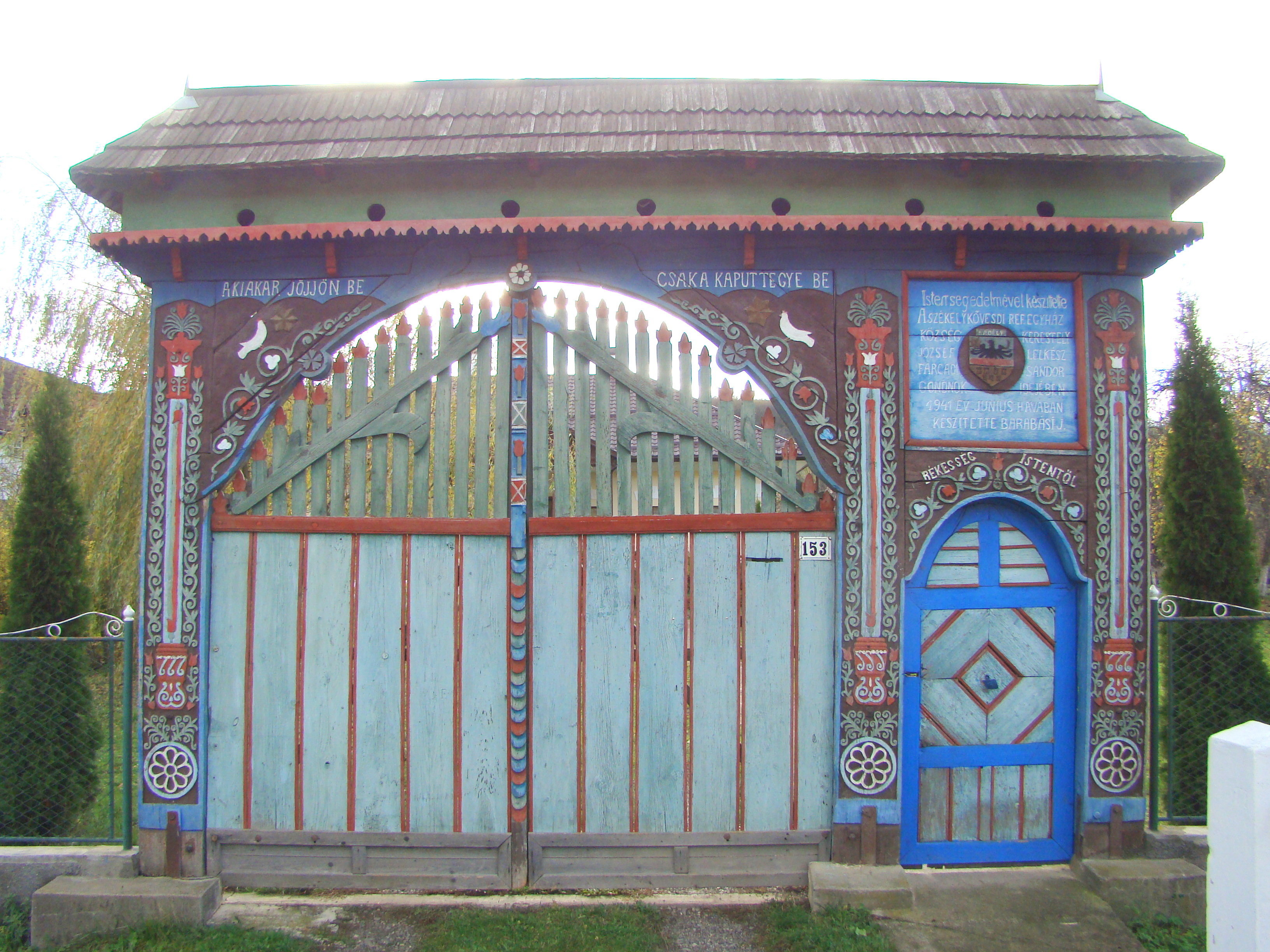
Poarta secuiască din lemn
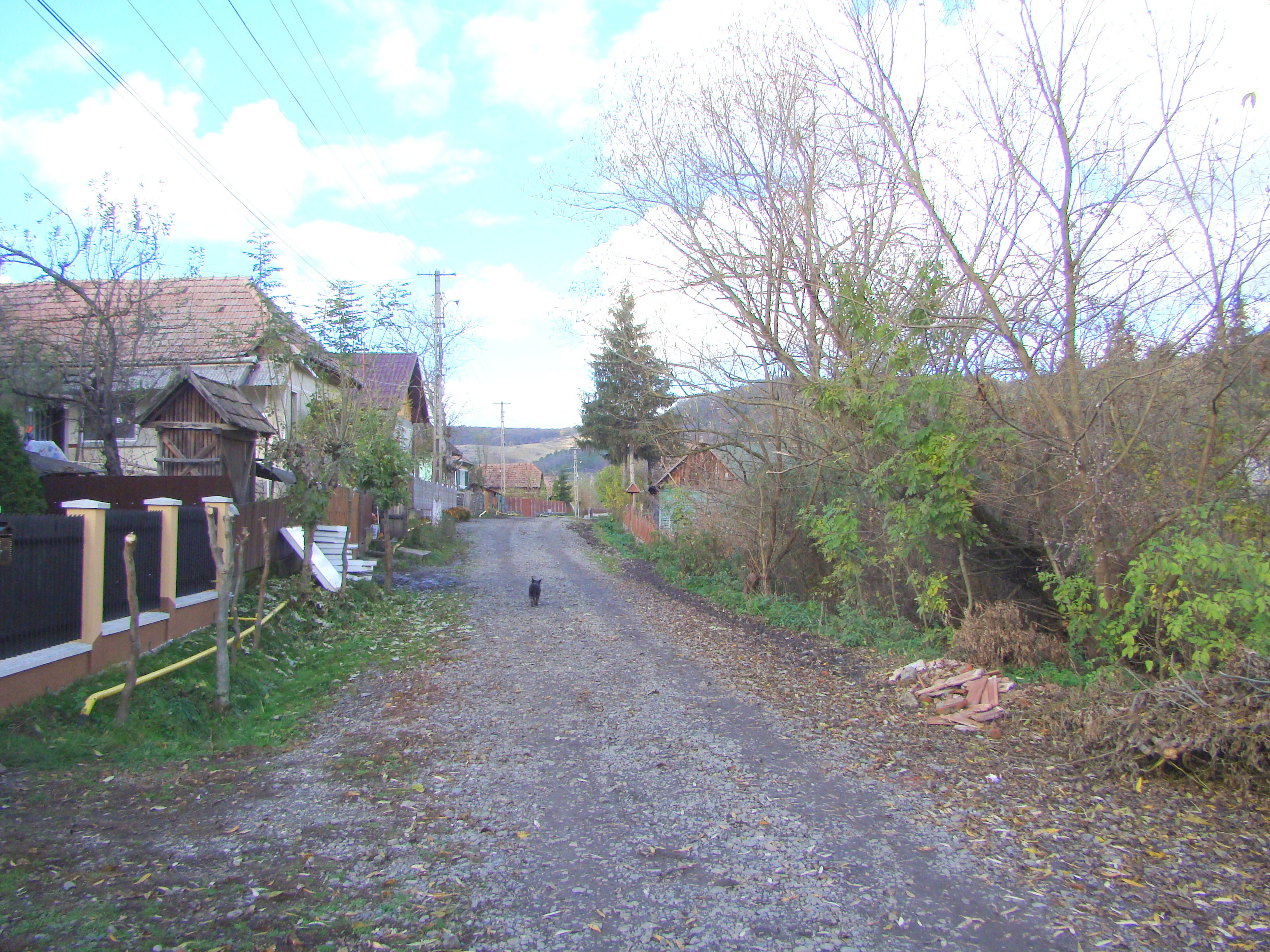
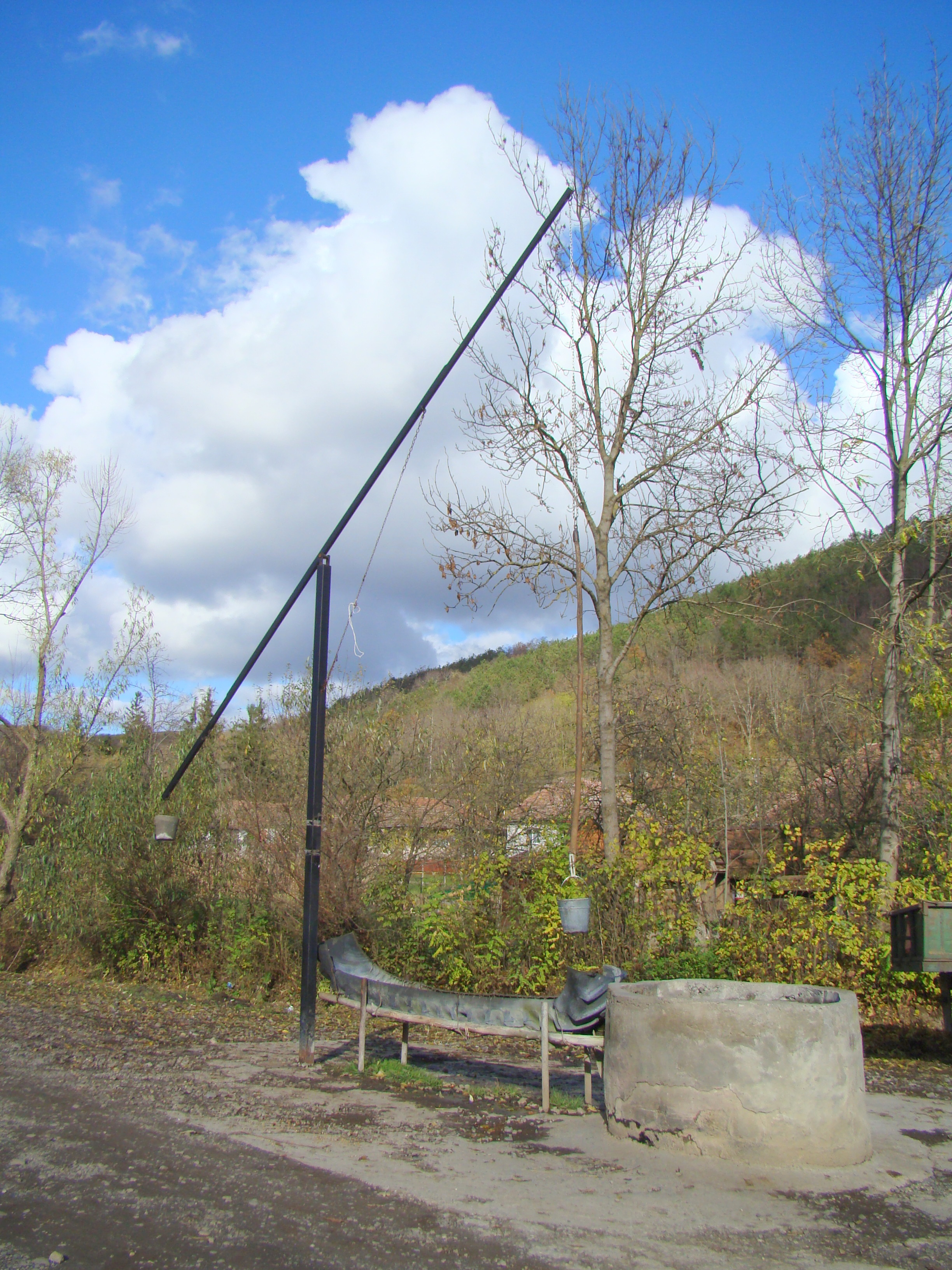